# Wouterus Verschuur

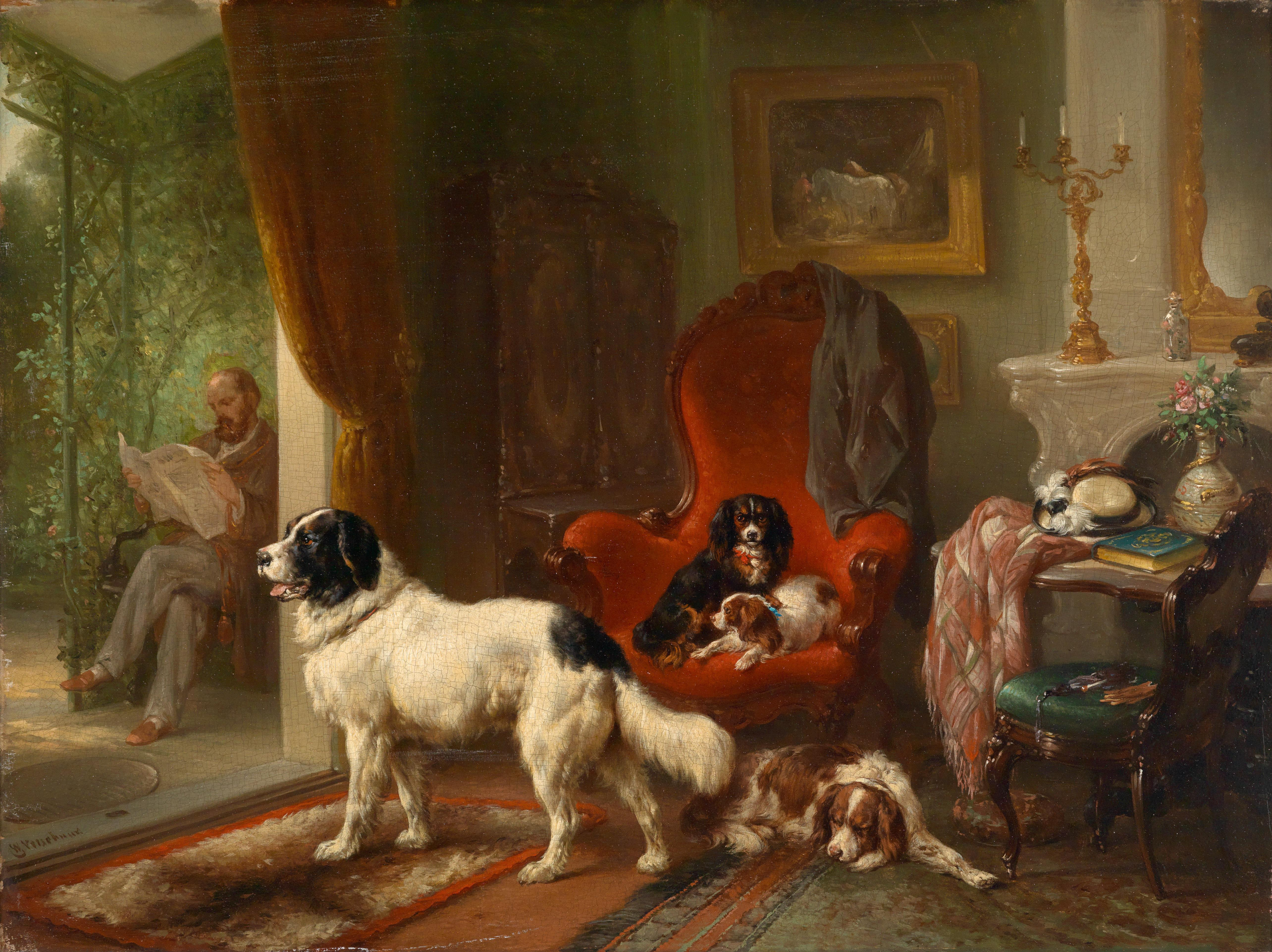
Hunde im Zimmer

Wouterus Verschuur (* 11. Juni 1812 in Amsterdam; † 4. Juli 1874 in Vorden) war ein niederländischer Tiermaler und Lithograf.
Verschuur war Schüler von Pieter Gerardus van Os und Cornelis Steffelaar (1797–1861). Er wurde Mitarbeiter von Pieter Caspar Christ (1822–1888), Cornelis Jan Bolt (1823–1879) und Cornelis Springer.
Verschuur arbeitete in Den Haag, Doorn (1842), Amsterdam (1846 bis 1857), Haarlem (1858–1868) und Amsterdam (1869–1874); er reiste durch Brabant und Gelderland und nach Hannover. Sein Arbeitsgebiet waren die Tiermalerei (Pferde und Hunde) sowie die Lithografie. Beeinflusst wurde er von Philips Wouwerman. Seine Schüler waren Anton Mauve, Johannes Salm und sein Sohn Wouter Verschuur Jr.
Er zeigte seine Werke auf Ausstellungen in Amsterdam und Den Haag 1828–1872 und Leeuwarden 1853, 1855 und 1863.

## Mitgliedschaften
- 1833: Koninklijke Akademie van Beeldende Kunsten (Amsterdam)
- 1839: „Arti et Amicitiae“.